# Jubilee (Schiff)
Die Jubilee war ein 1986 in Dienst gestelltes Kreuzfahrtschiff der US-amerikanischen Reederei Carnival Cruise Lines und das zweite von insgesamt drei Schiffen der 1985 bis 1987 fertiggestellten Holiday-Klasse. Das Schiff blieb bis 2004 für Carnival im Dienst und war anschließend bis 2012 als Pacific Sun für P&O Cruises Australia im Einsatz und trug anschließend den Namen Henna. Die zuletzt ab Januar 2013 vom chinesischen Reiseanbieter HNA Cruises für Kreuzfahrten nach Vietnam genutzte Henna wurde im November 2015 ausgemustert und 2017 als Hen im indischen Alang abgewrackt.
Bei ihrer Indienststellung im Jahr 1986 war die Jubilee das größte je gebaute Passagierschiff, welches ausschließlich für Kreuzfahrten konzipiert wurde. Als Henna wurde sie 2012 zum größten Kreuzfahrtschiff unter chinesischer Bereederung.
Im Jahr 2023 wurde von Carnival Cruise Line wieder ein Schiff mit dem Namen in Dienst gestellt, die Carnival Jubilee.

## Planung und Bau
Die Jubilee entstand unter der Baunummer 596 bei Kockums in Malmö und wurde am 26. Oktober 1985 ausgedockt. Ein klassischer Stapellauf fand nicht statt, da der Bau in einem Trockendock vollzogen wurde. Das Schiff gehörte zur aus drei Einheiten bestehenden Holiday-Klasse, die das erste große Neubauprojekt der Carnival Cruise Line seit dem Einzelschiff Tropicale im Jahr 1981 darstellte. Die Jubilee verfügte im Vergleich zu ihrem im Juli 1985 in Dienst gestellten Schwesterschiff Holiday über eine höhere Tonnage und eine geringfügig größeren Gesamtlänge. Dies lag an einer höheren Anzahl von Passagierkabinen sowie einer Vergrößerung des Bordcasinos. Die Baukosten des Schiffes beliefen sich auf 140 Millionen US-Dollar. Zum Zeitpunkt ihrer Indienststellung war die Jubilee das größte jemals zu Kreuzfahrtzwecken gebaute Schiff. Lediglich ehemalige Linienpassagierschiffe wie die Norway und die Queen Elizabeth 2 übertrafen sie als größtes Kreuzfahrtschiff.

## Dienstzeit

### Carnival Cruise Lines
Das Schiff wurde im Juni 1986 durch die Carnival Cruise Lines übernommen. Es kam unter der Flagge Liberias mit Heimathafen Monrovia in Fahrt. Anschließend absolvierte das Schiff am 6. Juli 1986 seine Jungfernfahrt von Miami über Cozumel und Grand Cayman nach Ocho Rios. Anschließend nahm es den Kreuzfahrtdienst von Miami in die Karibik auf. Es ergänzte dort die etwas kleinere Holiday. Im März 1987 folgte mit der Celebration das dritte Schwesterschiff, welches in der Tonnage der Jubilee entsprach.
Im März 1989 unternahm die Jubilee ihre erste Kreuzfahrt von Miami durch den Panamakanal mit Zwischenstopp in Costa Rica bis nach Los Angeles. Sie ersetzte dort die ältere und kleinere Tropicale, die stattdessen in die Karibik versetzt wurde. Fortan war das Schiff für siebentägige Kreuzfahrten von Los Angeles nach Mexiko im Einsatz.
1996 wurde Panama-Stadt Heimathafen der bislang in Liberia registrierten Jubilee. Ab 2000 fuhr das Schiff unter der Flagge der Bahamas mit Heimathafen Nassau. Im Juni 2003 verkündete die Carnival Cruise Line den Transfer der Jubilee an P&O Cruises Australia, die ebenfalls zur Carnival Corporation & plc gehören. Zuletzt war das Schiff für Kurzreisen von Galveston nach Mexiko im Einsatz. In den Wintermonaten wurde es für Karibikreisen genutzt.
Im September 2004 beendete die Jubilee nach achtzehn Dienstjahren ihre letzte Kreuzfahrt für die Carnival Cruise Line. Sie war die erste Einheit der Holiday-Klasse, die von Carnival veräußert wurde. Ihre Schwesterschiffe folgten erst in den Jahren 2008 (Celebration) und 2009 (Holiday).

### P&O Cruises Australia

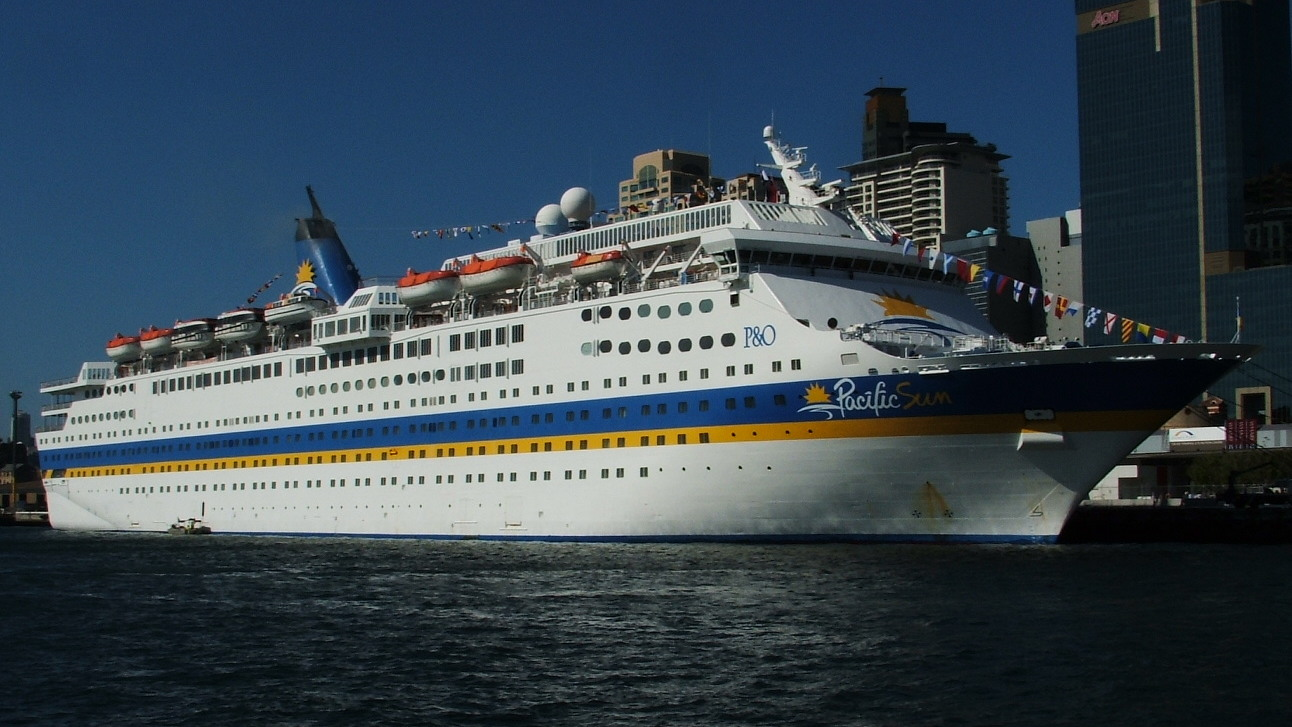
Die Pacific Sun in Sydney, Oktober 2006

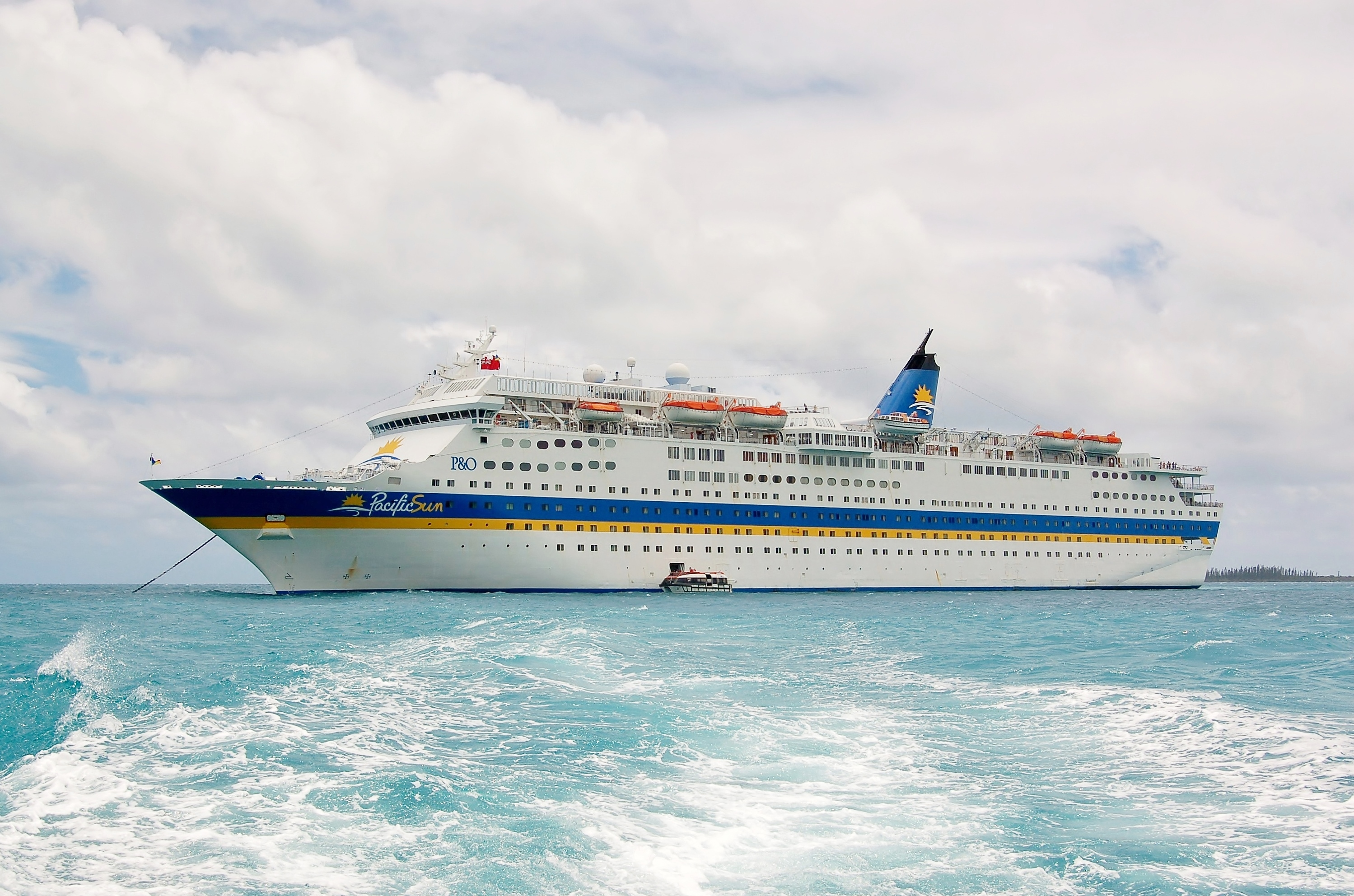
Die Pacific Sun im November 2007 vor der Île des Pins

Noch im selben Monat ging das Schiff unter dem Namen Pacific Sun an P&O Cruises Australia. Neuer Heimathafen wurde London. Bei den anschließenden Umbau- und Modernisierungsarbeiten in Freeport wurden unter anderem die Seitenflügel des Schornsteins entfernt, die das Markenzeichen der Carnival Cruise Line sind. Einen Monat später nahm die Pacific Sun am 27. Oktober 2004 den Kreuzfahrtbetrieb ab Sydney auf. Sie ergänzte hierbei die 1984 in Dienst gestellte Pacific Sky, welche bereits 2001 zu der im selben Jahr gegründeten Reederei stieß. Beide Schiffe wurden unter der Bezeichnung „Australian Fun Ship Duo“ vermarktet.
Zur Saison 2008 wurden die Rumpffarben der Pacific Sun verändert. Der bislang mit blau-gelben Streifen bemalte Rumpf erhielt eine einheitliche weiße Farbe. Auch der zuvor blaue Schornstein des Schiffes wurde weiß gestrichen.
Am 1. August 2008 geriet die Pacific Sun vierhundert Seemeilen vor Neuseeland in einen schweren Sturm, wodurch mehr als vierzig Passagiere verletzt wurden, drei der Passagiere mussten nach der 24 Stunden verspäteten Ankunft in Auckland in ein Krankenhaus gebracht werden. Während des Sturms wurden große Teile der Inneneinrichtung beschädigt. Der Vorfall gelangte zwei Jahre später erneut in die Nachrichten, als Aufnahmen der Sicherheitskameras an Bord im September 2010 im Internet veröffentlicht wurden.
In den folgenden Jahren war die Pacific Sun in weitere Vorfälle verwickelt. Im März 2010 verzögerte sich eine vierzehntägige Kreuzfahrt des Schiffes in Sydney um zwei Tage, nachdem Probleme mit der Maschinenanlage auftraten. Wegen weiterer technischer Probleme musste die Reise zudem drei Tage früher als geplant beendet werden. Im September 2010 verzögerte sich eine weitere Abfahrt der Pacific Sun durch einen Unfall beim Beladen im Hafen von Newcastle. Im Februar 2011 erlitt das Schiff einen Maschinenschaden, durch den es eine geplante Kreuzfahrt in Neuseeland unterbrechen musste.
Im Juli 2010 wechselte die Flagge des Schiffes von Großbritannien nach Malta, Heimathafen wurde Valletta. Im Dezember 2011 gab P&O Cruises Australia den Verkauf der Pacific Sun als nunmehr älteste Einheit der Flotte nach China bekannt. Am 1. Juli 2012 beendete das mittlerweile 26 Jahre alte Schiff seine letzte Kreuzfahrt in australischen Gewässern.
In ihren acht Jahren im Dienst für P&O Cruises Australia beförderte die Pacific Sun mehr als eine halbe Million Passagiere auf insgesamt 332 Kreuzfahrten. Das Schiff hatte hierbei mehr als tausend Hafenaufenthalte in Australien und Neuseeland.

### HNA Cruises

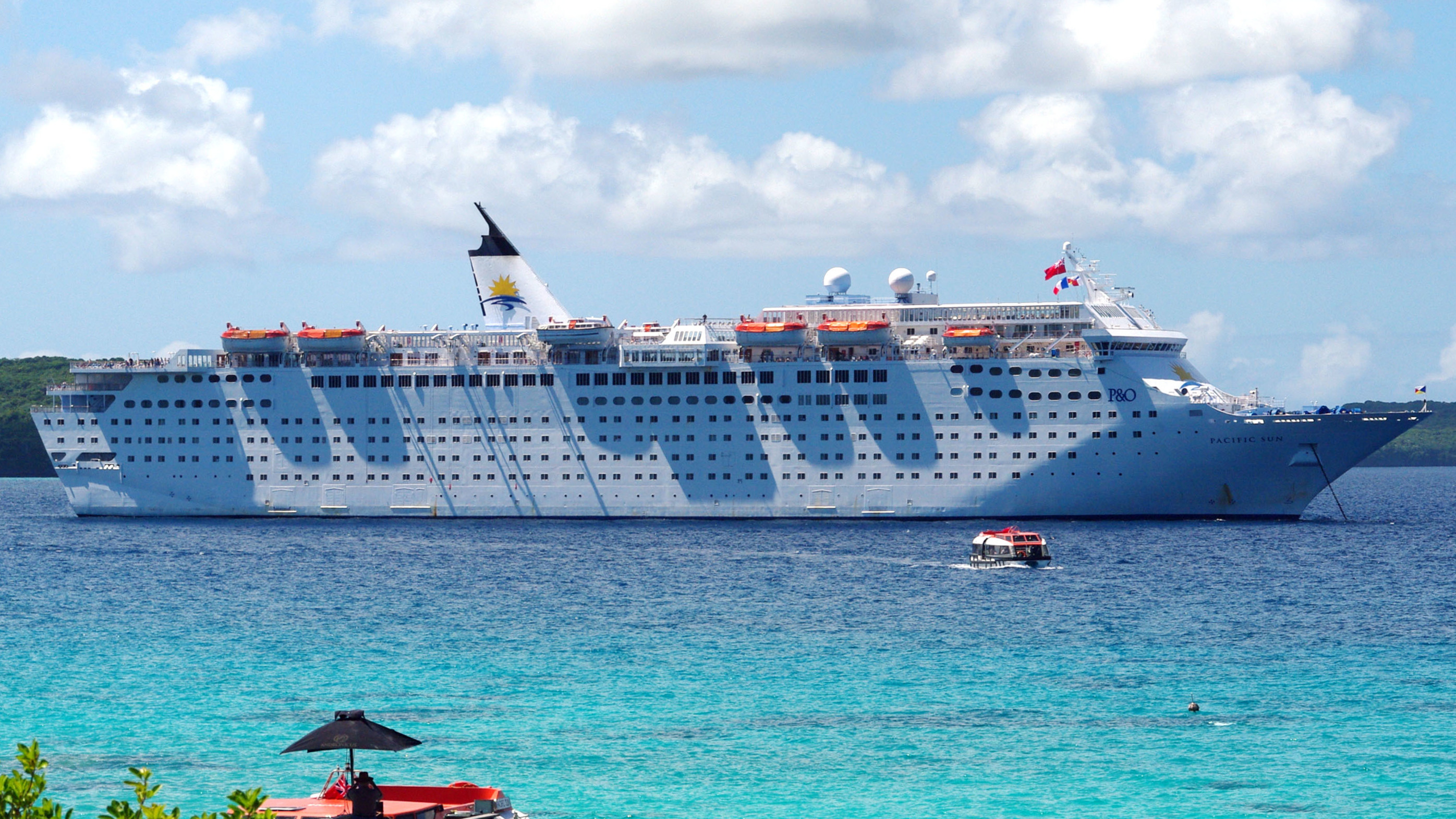
Aussehen der Pacific Sun mit neuen Rumpffarben, September 2009

Nach zwei Monaten Liegezeit wurde die Pacific Sun im September vom chinesischen Reiseanbieter HNA Cruises übernommen und in Henna umbenannt. Anschließend ging das Schiff nach Singapur, wo es für 80 Millionen US-Dollar modernisiert wurde.
Am 26. Januar 2013 begann die Henna ihre erste Kreuzfahrt von Sanya nach Vietnam. Sie war zum Zeitpunkt ihrer Indienststellung das größte Kreuzfahrtschiff unter chinesischer Bereederung. Im September 2013 wurde das Schiff wegen nicht bezahlter Rechnungen in Höhe von 2,76 Millionen US-Dollar in Jeju-do arrestiert und konnte den Hafen erst nach drei Tagen verlassen. Die an Bord befindlichen Passagiere wurden bereits zuvor ausgeflogen.
Im November 2015 beschloss HNA, sein Kreuzfahrtgeschäft wegen zu hoher Verluste aufzugeben. Als Grund hierfür wurde die steigende Konkurrenz durch große ausländische Reedereien wie Costa Crociere, Norwegian Cruise Line, Royal Caribbean International oder AIDA Cruises genannt, die allesamt in den Jahren zuvor Schiffe in Asien stationierten. Die Anfangs hohen Reisepreise in China ließen sich so nicht mehr durchsetzen. Am 16. November 2015 beendete die Henna ihre letzte Kreuzfahrt. Anschließend wurde sie aufgelegt und für 35 Millionen US-Dollar zum Verkauf angeboten. Nachdem sich kein Käufer fand; kündigte HNA im Juni 2016 die voraussichtliche Verschrottung des Schiffes an.
Noch im selben Monat wurde die Henna zum geplanten Abbruch ins chinesische Daishan geschleppt. Dort lag das Schiff jedoch stattdessen mehrere Monate vor Anker und stand weiterhin zum Verkauf, diesmal zu einem weitaus geringeren Preis von zwölf Millionen US-Dollar. Im Januar 2017 wurde die Henna schließlich an eine Abbruchwerft im indischen Alang verkauft, die sie für die Überführungsfahrt in Hen umbenannte. Am 28. April 2017 traf das Schiff in Alang ein, wo es noch am selben Tag zum Abbruch auf den Strand gezogen wurde. Im August 2017 war die Henna bis zur Kommandobrücke verschrottet.
Die Henna war das erste Schiff der Holiday-Klasse sowie das erste für Carnival Cruise Lines gebaute Schiff, welches verschrottet wurde. Ihre Schwesterschiffe Holiday und Celebration wurden im Januar 2021 unter den Namen Mages und Grand ebenfalls in Alang zum Abbruch gestrandet.

## Ausstattung

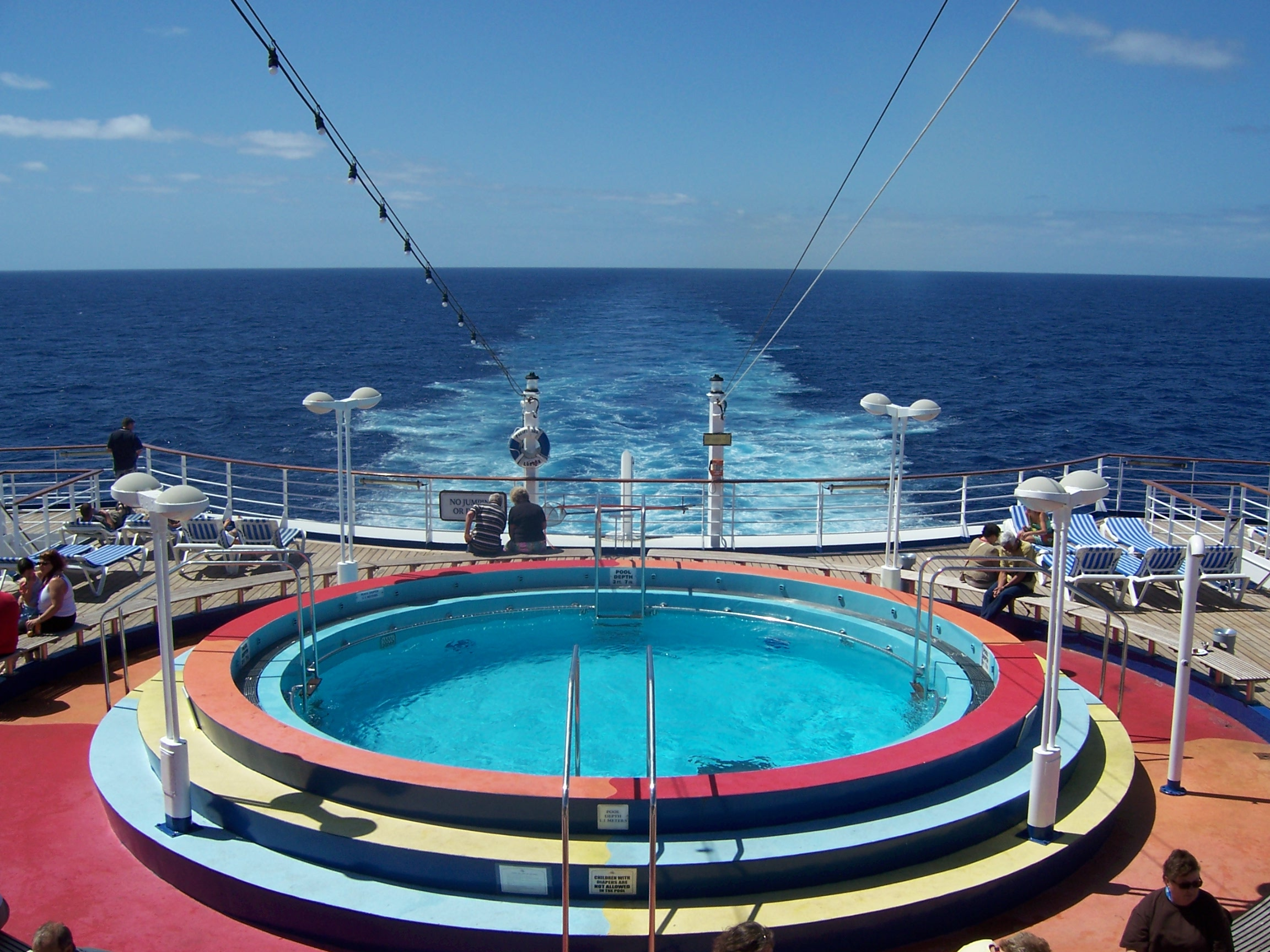
Eines der beiden Schwimmbecken am Heck des Schiffes

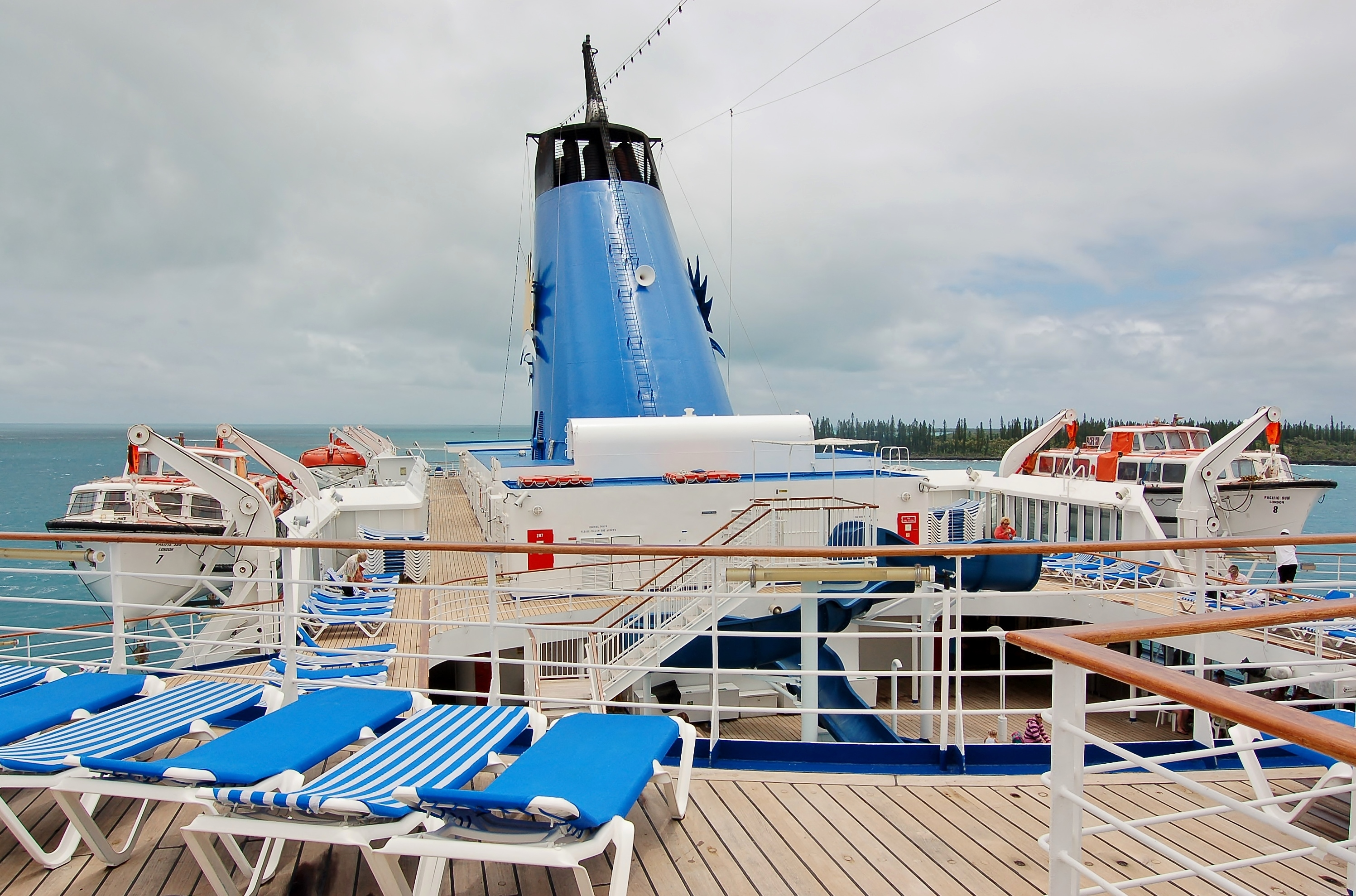
Blick über das Pooldeck der Pacific Sun im November 2007

Die Inneneinrichtung der Jubilee wurde von dem in Miami ansässigen Architekten Joseph Farcus entworfen, der bereits in den Jahren zuvor für die Neubauten der Carnival Corporation zuständig war. Die Kunstwerke an Bord des Schiffes stammten vom dänischen Künstler Bjørn Wiinblad.
Die Jubilee verfügte über insgesamt sechs Passagierdecks. Der Mittelpunkt des Schiffes war die Lobby mit der Bezeichnung Park Lane, welche sich auf Höhe des Promenadendecks befand und sich über die gesamte Schiffslänge zog. Zur weiteren Ausstattung der Jubilee gehörten zwei Speisesäle mit jeweils 375 und 490 Sitzplätzen sowie mehrere Lounges, Bars und Cafés. Zu den Freizeitangeboten an Bord gehörten eine Disco, eine Bibliothek sowie ein Casino samt Spielhalle mit Automaten und Videospielen. Das Schiff verfügte zudem über ein Einkaufszentrum mit dem Namen Galleria Shopping Mall.
An Deck verfügte die Jubilee unter anderem über ein Pooldeck in der Schiffsmitte sowie zwei kleinere Schwimmbecken am Heckbereich.

## Maschinenanlage
Die Jubilee wurde von zwei Siebenzylinder Sulzer-Dieselmotoren vom Typ 7RND68M angetrieben, die zusammen eine Leistung von 23.500 Kilowatt erbrachten. Die Reisegeschwindigkeit des Schiffes lag bei 21,7 Knoten. Bei der Testfahrt der Jubilee vor ihrer Ablieferung im Juni 1986 konnte eine Höchstgeschwindigkeit von 22,83 Knoten erreicht werden.
Der Antrieb des Schiffes bestand aus zwei Verstellpropellern, zudem verfügte die Jubilee über zwei Bugstrahlruder.